# ドルヒユ
ドルヒユ（Druhyu）は、インド神話の登場人物。月種族の王ヤヤーティとシャルミシュターの子で、アヌ、プルの兄。ヤドゥ、トゥルヴァスと異母兄弟。ボージャ族の祖とされる。父ヤヤーティが呪われて年老いたとき、息子たちに千年の間自分の代わりに呪いを受けてくれるよう頼んだ。しかしドルヒユは老人は象も車も馬も女も楽しむことができないうえに、言葉を話すこともままならないとして拒否した。そのためヤヤーティに呪われて、ドルヒユの一番の願望は決してかなわないし、子孫は王になれないうえ、筏や小船でしか行き来できないところに住むだろうとされた。こうしてドルヒユはボージャ族の祖となった。